# Saint-Hilaire-sous-Romilly
Saint-Hilaire-sous-Romilly é uma comuna francesa na região administrativa de Grande Leste, no departamento de Aube. Estende-se por uma área de 20,2 km². Em 2010 a comuna tinha 366 habitantes (densidade: 18,1 hab./km²).